# Stanisław Kolasa
Stanisław Kolasa (ur. 7 kwietnia 1936 w Trzebini zm. 2 marca 2023 w Piotrkowie Trybunalskim) – pułkownik pilot Sił Zbrojnych Polskiej Rzeczypospolitej Ludowej, komendant Centrum Wyszkolenia Lotniczego Aeroklubu PRL w Lesznie (1972–1978), działacz PZPR, I sekretarz Komitetu Wojewódzkiego PZPR w Piotrkowie Trybunalskim (1981–1990).

## Życiorys
W 1956 roku ukończył Oficerską Szkołę Lotniczą nr 5 w Radomiu, a w 1977 studia w Zakładzie Lotniczym Akademii Wychowania Fizycznego we Wrocławiu. W latach 1956–1964 był pilotem instruktorem w Wyższej Oficerskiej Szkole Lotniczej w Dęblinie, w latach 1964–1970 służył w lotnictwie morskim. Od 1970 działacz Aeroklubu PRL kolejno w Kielcach, Lesznie i Piotrkowie Trybunalskim. Przez 2 lata był szefem wyszkolenia w Aeroklubie Kieleckim (1970–1972). W latach 1972–1978 był komendantem Centrum Wyszkolenia Lotniczego Aeroklubu PRL w Lesznie. Przez kolejne 3 lata (1978–1981) był kierownikiem Aeroklubu Ziemi Piotrkowskiej w Piotrkowie Trybunalskim. Od 1976 roku przewodniczący Komisji Sportowej Aeroklubu PRL.
Członek Związku Młodzieży Polskiej (1952–1955) oraz PZPR (1955–1990). W latach 1981–1990 I sekretarz Komitetu Wojewódzkiego PZPR w Piotrkowie Trybunalskim, członek Komitetu Wojewódzkiego, w latach 1986–1990 członek Komitetu Centralnego PZPR.
Autor licznych publikacji i współautor prac zbiorowych z zakresu wyszkolenia lotniczego, a także artykułów w tygodniku Skrzydlata Polska.

## Odznaczenia
- Krzyż Komandorski Orderu Odrodzenia Polski
- Krzyż Kawalerski Orderu Odrodzenia Polski
- Złoty Krzyż Zasługi
- Medal Komisji Edukacji Narodowej
- Odznaka „Zasłużony Działacz Kultury”
- Odznaka Zasłużony Działacz Lotnictwa Sportowego
- Medal "Zasłużonemu dla Lotnictwa" (1981)[2]
- odznaczenia wojskowe

## Źródła
- Kto jest kim w Polsce 1989, Wydawnictwo Interpress, Warszawa 1989, str. 557
- Dane osoby z katalogu kierowniczych stanowisk partyjnych i państwowych PRL. Instytut Pamięci Narodowej. [dostęp 2020-07-20].